# Guy de Pourtalès
Guy de Pourtalès (Berlín, 4 de agosto de 1881-Lausana, 12 de junio de 1941) fue un escritor franco-suizo.

## Biografía

### Juventud
Guy de Pourtalès proviene de una familia de hugonotes franceses que huyeron a Neuchâtel.
Es hijo de Hermann de Pourtalès (1847-1904) y Marguerite Marcet (1857-1888). Aunque suizo, su padre era oficial en el ejército prusiano (el cantón de Neuchâtel se mantuvo como propiedad del rey de Prusia hasta 1848, mientras que era un cantón suizo desde 1815) e incluso en el momento de su nacimiento su padre estaba atado al servicio del emperador Guillermo I como comandante de escuadrón (capitán) del Regimiento de Cuirassiers de la Garde. Abandonó el servicio en 1887. Cuatro de sus cinco hijos nacieron en Berlín, el quinto nació en Cannes en 1888, después de que Hermann abandonara el servicio. Hay que tener en cuenta que la familia también tiene una rama en Inglaterra, donde viven los padres de Marguerite Marcet. Después de su muerte en 1888, Hermann se volvió a casar en 1891 y tuvo dos hijos más.
Guy pasó su infancia y juventud entre Ginebra y Cannes, cursó la educación secundaria en el Instituto Sillig, en la Tour de Peilz (cerca de Vevey) en el periodo 1893-1897, a continuación, en Neuchatel, en el Gimnasio en el periodo 1897-1900. Con la perspectiva de la escuela de graduados científica, se inscribió en la Realschule en Karlsruhe (Alemania), pero al final, estudiará letras en las universidades de Bonn y Berlín, donde desarrolló su cultura musical.
Este cosmopolitismo europeo determina el pensamiento y el trabajo del escritor, marcado por su amor por la música.

### El regreso a Francia (1905-1914)
En 1905, decepcionado por una Alemania cada vez más nacionalista y belicista, se instaló en París. En 1911, se casó con Hélène Marcuard (1885-1964), hija de un banquero de Lausana. Tendrán un hijo, Raymond (1914-1940).
En 1912, fue reincorporado por petición suya, en sus derechos como ciudadano francés como descendiente de una familia protestante víctima de las persecuciones del reinado de Luis XIV, después del Edicto de Fontainebleau revocando el Edicto de Nantes.
La publicación de La Cendre et la Flamme (1910) y Soledad (1913), sus colaboraciones con la Nouvelle Revue Française, la Weekly Review y la fundación de la Société littéraire de France, lo involucraron en una carrera literaria, que fue interrumpida por la Primera Guerra Mundial.

### La Primera Guerra Mundial
Aunque no ha hecho el servicio militar, Guy de Pourtalès se moviliza en una fecha tan temprana como agosto de 1914, pero es asignado a una unidad que no entra en combate, como un conductor del arsenal de Chartres; después es transferido a las tropas inglesas del Havre, como conductor  e intérprete. 
En enero de 1915, fue enviado a formar parte del personal de una brigada de artillería en el frente en Armentières; lo evacuan unos meses más tarde por razones de salud: una pleuresía atribuida a partir de entonces a las consecuencias del ataque con gas en Ypres, lo que le hará ganar la condecoración de la Croix de Guerre. Después de una larga convalecencia, nuevamente se le asignó un puesto (octubre de 1915) como aspirante a oficial-intérprete en una unidad de combate del ejército inglés (hospital móvil).
En febrero de 1916, fue contratado por la Oficina de Propaganda del Ministerio de Asuntos Exteriores, donde creó y dirigió la "sección suiza". Pero en diciembre de 1917, el gobierno de Clemenceau fue amenazado con una investigación parlamentaria sobre el caso de Guy de Pourtalès, debido a sus lazos familiares en Alemania. Su hermano Raymond (murió en 1914) trabajó en el Ministerio de Asuntos Exteriores alemán; su hermana Alexandra estaba casada con un oficial prusiano; su media hermana Alix también estaba casada con un alemán. Finalmente, un primo era un diplomático al servicio de Alemania. Informado el 6 de diciembre de 1917 del problema por su jefe de servicio, Guy de Pourtalès ofrece su renuncia, pero inmediatamente busca el regreso al ejército.
El 16 de enero de 1918, fue asignado como intérprete al campamento de Valdahon, donde los artilleros estadounidenses se estaban entrenando.
Después del armisticio, forma parte del personal del IV Ejército (General Gouraud) en Estrasburgo. En enero de 1919 formó parte de una misión de observación en las regiones devastadas de Renania y Bélgica. Fue desmovilizado el 14 de febrero de 1919 (día de la desmovilización general).

### El período entre las dos guerras mundiales
Vuelto a la vida civil, Guy de Pourtalès tradujo Measure for Measure, Hamlet y The Tempest de William Shakespeare, y luego se dedicó a su trabajo como biógrafo y novelista, una parte importante de la cual se agrupa bajo el título de Romantic Europe (ocho volúmenes , incluyendo seis biografías dedicadas a Liszt, Wagner, Chopin, Luis II, Nietzsche y Berlioz y dos novelas: Montclar y Marins d’eau douce). Comparte su tiempo entre París y Etoy, a orillas del lago Lemán.
En 1924, firmó la petición a favor de André Malraux después de su condena durante el "asunto de Angkor". De un viaje a Siam y Camboya, donde hace un informe para un diario francés, informa una historia de viaje, Nosotros, a quien nada pertenece (1931). En 1937 apareció lo que se convertiría en su obra más famosa, posteriormente reeditada regularmente, La pesca milagrosa, que le valió el Gran Premio de novela de la Academia Francesa.

### La Segunda Guerra Mundial
Severamente afectado en su salud, es en Suiza a donde asiste al comienzo de la Segunda Guerra Mundial. La derrota de Francia y la muerte de su hijo, que cayó en el frente en Flandes, lo afectan enormemente.
A principios de 1941, se quedó en una clínica en Crans-Montana, pero, empeorando su estado de salud, regresó a Lausana a fines de marzo y murió en el Hospital Nestlé el 12 de junio de 1941. Está enterrado en Etoy.

## Carrera como escritor
Justo antes de la Primera Guerra Mundial, apareció su segunda novela Solitudes.
Fue cofundador de la Société littéraire de France, donde también publicó en 1917 su Deux contes de fées pour les grandes personnes ("Dos cuentos de hadas para adultos"). Después de que le diagnosticaron tuberculosis pulmonar en 1919, alquiló el castillo de Etoy en el cantón de Vaud en Suiza en 1921 y de allí en adelante pasaría varios meses al año allí. Una gran parte de su obra literaria fue escrita en Etoy.
Desde la década de 1920, Pourtalès publicó una serie de biografías románticas de músicos y también escribió ensayos, críticas y piezas periodísticas para una variedad de revistas francesas, entre ellas la Nouvelle Revue Française. También comenzó a traducir las obras de Shakespeare en francés, lo que despertó el interés de Jacques Copeau. [3] La traducción de Pourtalès de Measure for Measure fue interpretada por la compañía de Georges Pitoëff en 1920 en Ginebra y en Lausana (con música de Arthur Honegger), y su traducción de The Tempest fue interpretada por la compañía de Firmin Gémier en 1929 en Monte Carlo y en el teatro Odéon en París.
En 1937, publicó La Pêche miraculeuse, la novela por la que es más conocido hoy día y que le valió el Grand Prix du Roman de l'Académie Française.

## Obras
- La Cendre et la Flamme, éditions Juven, 1910
- Solitudes, roman, éditions Grasset, 1913
- À mes amis Suisses, Crès, 1916
- Deux contes de fées pour les grandes personnes, Paris, Société littéraire de France, 1917
- Odet de La Noue, soldat et poète huguenot de la fin du XVIe siècle, Bulletin de la Société de l'histoire du protestantisme français, 1918-1919
- Marins d’eau douce, Paris, Société littéraire de France, 1919
- La parabole des talents, 1923
- La vie de Franz Liszt, Gallimard, 1925, biographie
- Chopin ou le poète, Gallimard, 1926, biographie
- Montclar, Gallimard, 1926, roman
- Louis II de Bavière ou Hamlet Roi, Gallimard, 1928, biographie
- Trilogie Shakespearienne, traduction de Hamlet, Mesure pour Mesure et la Tempête, Gallimard, 1929
- Nietzsche en Italie, Bernard Grasset, 1929
- Florentines, Gallimard, 1930
- Nous, à qui rien n’appartient. Voyage au pays Khmer, Flammarion, 1931, essai
- Wagner, histoire d’un artiste, Gallimard, 1932, biographie
- La Pêche miraculeuse, Gallimard, 1937, Grand prix du roman de l'Académie française
- Berlioz et l’Europe Romantique, Gallimard, 1939, biographie
- Chaque mouche a son ombre - Tome I 1881-1919, (Journal), nrf, Gallimard, 1980
- Journal II 1919-1941, nrf, Gallimard, 1991
- Correspondances. Tome 1 : 1909-1918, Slatkine, 2006
- Correspondances. Tome 2 : 1919-1929, Slatkine, 2011
- Journal de la Guerre 1914-1919, Zoé, 2014

Adaptaciones
- 1976 : La Pêche miraculeuse, de Pierre Matteuzzi, mini-série TV, 360 minutes,

## Premio
- Grand prix du roman de l'Académie française en 1937 pour La Pêche miraculeuse

## Memoria
La Fundación Guy de Pourtalès fue creada en 1984. 
El archivo y la biblioteca del escritor se mantienen en el Centro para la investigación sobre las letras en la suiza de habla francesa (Universidad de Lausana).